# Brevicornu loratum
Brevicornu loratum är en tvåvingeart som beskrevs av Fang och Wu 2001. Brevicornu loratum ingår i släktet Brevicornu och familjen svampmyggor.
Artens utbredningsområde är Zhejiang (Kina). Inga underarter finns listade i Catalogue of Life.